# Михаило Главас
Михаило Дука Главас Тарханиот (грчки: Μιχαὴλ Δοῦκας Γλαβᾶς Ταρχανειώτης; око 1235. - после 1304) је био познати византијски војсковођа у другој половини 13. века.

## Каријера
Савременици су веома много хвалили Михаила Главаса. Био је утицајна личност и на царском двору. Рођен је око 1235. године. Песник Манојло Фил напоменуо је да је "Главас" надимак словенског порекла. Отуда вероватно и Данило, описујући напад Татара на Србију 1283. године у својим "Житијима краљева и архиепископа српских", мешајући личности њиховог вођу назива "Црноглавим", мада Тарханиот сам вероватно није лично учествовао у походу. Михаило се по први пут у изворима помиње 1260/2. године у делу Георгија Пахимера. Византијски цар послао га је да заузме град Месемврију на обали Црног Мора. Град је држао свргнути бугарски цар Мицо Асен (1256-7). Главас је 1263. године однео победу над бугарском војском у бици код Визеа након чега осваја тврђаве Скопос, Петру и Скопелос, као и градове Агатополис, Созопољ, Дебелт и Анхијал.
Следећи пут га у изворима срећемо 1278/9. године у још једном походу против Бугарске којом је тада владао цар Константин Тих. Разлог је био Ивајлов устанак. Михаило VIII Палеолог послао је Главаса да на престо постави Јована Асена III. Главас је заузео бугарску престоницу Трново где је била и Ивајлова жена Марија и њихов син Михаило. Главас није успео да заузме Силистрију. Уз помоћ монголског кана Ногаја, Ивајло је успео да истера Византинце из Бугарске. Главас вероватно није учествовао у татарском нападу на Србију 1283. године.

### Функције
Главас је између 1284. и 1291. године послат у Албанију где се борио против Анжујаца. Успео је да заузме Драч, Кроју и Канину. Главас је 1292. године поразио севастократора Теодора, млађег брата тесалског владара Константина Дуке, и предузео је неуспешну опсаду епирске престонице Јањине. Овај поход донео му је унапређење. Најпре је био примикарије (33. место у хијерархији), потом папије (22. место), од 1262. куропалат (19. место), од 1282. пинкерн (15. место), коноставл од 1282. године (12. место), а између 1297. и 1304. године именован је за протостратора (8. место).

### Рат са Милутином
Српски краљ Милутин (1282-1321) заузима Драч 1296. године. Андроник је на чело византијске војске поставио Главаса, свог најспособнијег војсковођу. То сведочи о важности коју су Византинци придавали походу на Србију, свакако због великих успеха Милутина у Албанији претходне године и дуготрајног четовања на граници, у Македонији, где су подршку имали и од Котанице Торника. Главас, међутим, није успео да преокрене ситуацију у корист Византије. Био је принуђен да немоћно посматра сливање избеглица у Солун. Отворено је питање колико је сам Главас био непосредно ангажован у рату са Србима. Пахимер пише да се његов главни командни стан налазио у Солуну. Овај податак је веома значајан и отвара питање стварног Главасовог положаја, с обзиром да је Солун био седиште неке врсте византијског намесника у западним деловима Балканског полуострва. Један од првих таквих намесника, још у доба Никејског царства, био је Георгије Акрополит, чувени историчар и политичар. Његова власт у Македонији имала је пре свега војни карактер. Након ослобађања Цариграда 1261. године јавља се титула кефалије Запада, односно западних области са центром у Солуну. Кантакузин назива Главаса στρατηγός της εσπέρας те се он може сматрати војним функционером који је резидирао у Солуну.
Пахимер пише да је стратег који борави у Солуну саветовао цару Андронику да се послужи мировним преговорима, нарочито због тога што источне границе Царства пате од напада Персијанаца (Османлија). Модерна наука поклања веру овим Пахимеровим речима узимајући за чињеницу да је идеја за преговоре са Милутином потекла управо од Главаса. Према извештају Теодора Метохита, иницијативу је покренуо Милутинов доглавник Ђорђе. Пахимер као иницијатора наводи самог Милутина. Преговори су завршени склапањем мира утврђеног династичким браком између Милутина и Андроникове петогодишње ћерке Симониде.

### Последње године
Након неуспеха у Македонији, Главас се враћа на исток где 1302/3. године ради на утврђивању византијских градова. Године 1304. послат је да се суочи са Бугарима под царем Теодором Светославом (1300-1322) који је заузео неколико утврђења и градова дуж балканских планина и црноморске обале. Ни у овом рату није имао успеха. Михаило Фил у панегирику посвећеном Главасу каже да је војсковођа заузео Русокастрон и Месемврију, освојио Анхијал и принудио Бугаре на повлачење, али се због болести морао вратити у Цариград. Команду је предао савладару Михаилу IX Палеологу (1294-1320). Није позната година смрти Михаила Главаса. Умро је између 1305. и 1308. године. Непосредно пред смрт се замонашио. Сахрањен је, заједно са удовицом, у манастиру Богородице Свеблажене. Написао је данас изгубљени војни трактат који носи назив "Разне војне теме".
Жена Михаила Главаса била је Марија Дукина Комнина Бранаина Палеологина. Имали су једну ћерку чије име није познато. Удала се за Андроника Комнина Врану Дуку Анђела. Марија се замонашила након мужевљеве смрти. Носила је име Марта. Сирил Манго је сматрао да је Марта била много млађа од свог супруга јер га је знатно надживела. Сам протостратор живео је око седамдесет година док је Марта свакако била жива око 1330. године.

## Ктиторска делатност
Иако војсковођа пре свега, као побожан и имућан човек, Главас је посебну пажњу посветио ктиторској делатности. Његова најзначајнија задужбина је манастир Богородице Свеблажене (Παμμακάριστος). Манастир је на овим просторима постојао у 11. веку. Изграђен је вероватно током владавине византијског цара Јована II Комнина и његове жене Ане Дукине. Страдао је у Четвртом крсташком рату. Радови на обнови манастира отпочели су убрзо по ослобађању Цариграда 1261. године о трошку Михаила Главаса. Сматра се да је до јуна 1281. године обновљен манастирски католикон, а да је око 1304/5. године саграђен јужни параклис посвећен Христу Преблагом. Главас је ту капелу наменио за своје гробно место, будући да је ту касније сахрањен. Његова супруга Марија, касније позната по монашком имену Марта, украсила је параклис мозаицима. Тарханиот је у манастиру саградио и манастирску болницу коју Манојло Фил назива "ксеновом протостратора Главаса".
Главас је у престоници саградио још један манастир посвећен Богородици Атинској (Αθηνιώτισσα). Црква је несумњиво грађена по угледу на истоимену цркву образовану унутар Партенона на атинском Акропољу. На Главасеву одлуку да се подигне манастир по угледу на онај посвећен Богородици Атиниотиси вероватно је утицала околност да је Атина 1204. године пала под латинску власт, постајући центар новог војводства, те у Партенону више није било православног богослужења. Не зна се да ли је у Главасев манастир пренета чувена чудотворна икона из Атине. Није познато ни место где се манастир налазио, као ни било шта о његовом изгледу. Вероватно је страдао приликом турског освајања Цариграда 1453. године.
Као стратег војске и градова Запада, Михаило Главас је у Солуну обновио параклис Светог Јевтимија, саграђен уз југоисточни бок базилике Светог Димитрија. Ктиторски натпис помиње обновитеља као протостратора, а његову супругу као припадницу династије Комнина. Параклис је обновљен 1302. или 1303. године. Према Георгију Пахимеру, Главас је у Тракији обновио преко 15 тврђава. Приликом боравка у Тракији обновио је манастир Светог Јована Претече у Созопољу, старо култно место. Радови су отпочели већ 1263. године током Главасових ратова са Бугарима. Као горња граница може се узети 1293. година када је Главас постављен за епитропа Тракије. Храм кога је обновио Главас био је један од најстаријих светилишта. После обнове постао је важно верско и културно средиште све до турског пљачкања 1629. године. Турци су га порушили како не би служио као козачко упориште.
Постојала је још једна задужбина Михаила Главаса која још увек није идентификована. То је манастир "Присклавица" у Прилепу. Овај манастир спомиње се у Парафрази Пахимерове "Историје", скраћеној и делимично измењеној верзији Пахимерове хронике, насталој крајем 14. или почетком 15. века. У опису 39. главе, у којој се пише о Главасевом неуспешном рату против Милутина, изворни текст проширује се похвалом Главасеве ктиторске делатности. Као његове задужбине помињу се манастир Мајке Божије Памакаристос, манастир часног Претече у Созопољу, манастир Присклавица у Прилепу и часни и божанствени манастир Мајке Божије Атиниотисе у Цариграду. Милутин је даровао манастир Трескавац. О његовим даровима пише архиепископ Данило II 1324. године приликом описа ктиторске делатности српског краља у страним земљама. Милутин је, према Данилу, "дому пресвете Богородице у месту званом Трескавац поклонио иконе, кадионице, свећњаке и друге литургијске предмете, златан новац и разну стоку, чак и камиле". На основу сачуваних повеља, зна се да је српски краљ даровао манастиру и поседе. Могуће да је на краљеву одлуку имао и његов приватан однос са ктитором прилепског манастира јер је Главас имао значајну улогу у склапању мира 1299. године. Теодор Метохит сведочи да је приликом преговора, Главас свакодневно комуницирао са Милутином.